# جيمس بلاكبيرن
جيمس بلاكبيرن هو سياسي كندي، ولد في 22 يوليو 1799، وتوفي في 1851 بسبب كوليرا.